# Jennifer Lopez
Jennifer Lynn Lopez (sinh ngày 24 tháng 7 năm 1969), hay được biết đến với nickname J. Lo, là một nữ diễn viên, ca sĩ,  vũ công và nhà thiết kế thời trang người Mỹ. Vào năm 1991, Lopez bắt đầu sự nghiệp của mình với tư cách là một thành viên trong nhóm vũ công "Fly Girl" trong chương trình truyền hình hài kịch In Living Color. Bà vẫn là một người bình thường cho đến năm 1993, khi bà quyết định theo đuổi sự nghiệp diễn xuất. Bà vào vai Selena, là vai diễn chính đầu tiên trong đời trong bộ phim kể về một nhân vật có thật cùng tên vào năm 1997. Bà sau đó nhận được một đề cử tại Giải Quả cầu vàng và trở thành diễn viên gốc Latin đầu tiên kiếm được hơn 1 triệu đô-la Mỹ cho một bộ phim. Bà cũng tham gia bộ phim phiêu lưu kinh dị Anaconda (1997), và bộ phim hài tội phạm Out of Sight (1998), sau đó trở thành nữ diễn viên Latin được trả lương cao nhất trong giới Hollywood.
Lopez bước vào ngành công nghiệp âm nhạc vào năm 1999 với album phòng thu đầu tay của cô, On the 6, bao gồm các đĩa đơn được xếp hạng top 10 trong Billboard Hot 100.

## Thời niên thiếu
Jennifer Lynn Lopez sinh ngày 24 tháng 7 năm 1969 tại quận Bronx, thành phố New York, và lớn lên tại khu phố Castle Hill. Cha mẹ của bà, Guadalupe Rodríguez và David Lopez, đều sinh ra ở Puerto Rico và gặp nhau tại thành phố New York. Sau khi phục vụ trong quân đội, David làm kỹ thuật viên máy tính tại Công ty Bảo hiểm Guardian. Guadalupe làm nội trợ và chăm sóc Lopez cho đến lúc lên 10 tuổi. Bà sau đó làm nhân viên bán Tupperware, giáo viên mẫu giáo và giáo dục thể chất. Sau 33 năm chung sống, ba mẹ của Lopez ly hôn vào những năm 1990.
Bà có hai chị em gái, Lynda và Leslie. Jennifer Lopez từng học trong trường Thiên chúa giáo, hoàn tất trung học tại trường Trung học Preston ở Bronx. Từ năm 19 tuổi, bà bắt đầu tự lo học phí để học ca hát và nhảy múa. Sau khi theo học một học kỳ tại trường Cao đẳng Baruch, Jennifer phân chia quỹ thời gian để vừa làm một nhân viên công chứng, vừa tham gia lớp học nhảy đồng thời tham gia nhảy biểu diễn tại những ở Manhattan. Sau nhiều tháng tham gia các cuộc tuyển chọn vũ công, Lopez được chọn làm vũ công trong những video nhạc rap trong năm 1990 của chương trình Yo!MTV Raps và là vũ công múa minh họa cho nhóm nhạc New Kids on the Block trong phần trình diễn ca khúc "Games" của nhóm này tại Giải thưởng Âm nhạc Mỹ năm 1991. Sau khi bị từ chối hai lần, Lopez đạt được vai diễn vũ công "Fly Girl" (Những cô gái biết bay) trong chương trình truyền hình hài "In Living Color" năm 1990. Không lâu sau đó, Lopez trở thành vũ công múa minh họa cho Janet Jackson và quảng bá hình ảnh chính mình trong video ca nhạc "That's the Way Love Goes" năm 1993.